# 縛り (携帯電話)
携帯電話における縛り（しばり）とは、携帯電話・PHSで長期間（最低2年以上）の使用（事業者などとのサービス利用契約）を前提に、電話機の購入費用あるいは基本料金や各種サービス利用料金の割引を行う制度の俗称。また、そのような制度を行う料金プランのことを指す。

## 携帯電話割引サービスの縛り
事業者とユーザとの間で、「2年以上の長期間の契約」でサービスの利用を継続し続けることを条件に、サービス利用料を割引する制度（年間契約割引など）があるが、これらの制度に関連して、ユーザが期間内に中途解約（更新月以外に解約）したことによって、事業者が違約金（または契約解除料）を請求するもので、（いわゆる「格安スマホ」を含む）全事業者において、以下の条件で共通している。
- 「2年以上の単位」による長期契約を条件としている。
- 「違約金不要」で解約できる期間（更新月）は2年に1回、1ヶ月（最長でも2ヶ月）しか訪れない。
- 2年～10年を超える長期間で契約し続けても、違約金は割引すらされない。
  - 2007年、ソフトバンクは「25ヶ月目以降から、いつでも違約金が不要」で解約できた割引サービス「ホワイトプラン」を提供していたが、2010年4月以降から更新月以外の解約時に、違約金が必要なシステムへと改悪し、他の全事業者もこれに追随する形で違約金を請求するようになった。
  - それ以降、「一定の期間を超える長期間で契約し続ければ、いつでも違約金が不要となる」料金プランを提供する事業者が存在しない。
- 違約金の支払いは「解約時」の「一括払い」だけでしか受け付けず、一括ないし分割の「前払い」を一切受け付けないため、ユーザへ高額の負担を強いている。

これに関しては、事業者との間で、サービス利用契約の開始または中途で明示して契約する性格のものであり、「消費者契約法に反しない限り（契約書に違約金の旨を明示すれば）合法」とされている（「電話機の縛り」と混同する向きもある）。
なお、事業者側の都合でサービスの提供を終了する場合、更新月にかかわらず違約金が不要になる措置が取られる場合もある。

### 各事業者の主な「縛り」プランの例
月額利用料が割り引かれるケースを記載（「割引サービスの縛り」に該当する）。

#### NTTドコモ
- いちねん割引
- ひとりでも割50（2年契約）
- ファミ割MAX50（2年契約）

#### au（KDDI／沖縄セルラー電話）
- 年割
- ガク割（CDMA 1X端末専用プラン。現在は新規受付を停止済み）
- MY割（2年契約）
- 誰でも割（2年契約）

#### ソフトバンクモバイル
- スーパーボーナス
- ホワイトプラン（2010年4月27日以降契約）
- ハッピーボーナス（2年契約）（新規受付を停止）
- 年間割引（新規受付を停止）

#### ウィルコム
- 年間契約割引

なお、新規契約時等に選択する事業者の料金プランやオプションサービス（特に上記の割引サービスも多い）によっても「電話機の縛り」に関連したインセンティブの金額が変更または0になる場合があり、よって電話機の初期購入費用に影響する場合もある。これに関してはインセンティブが、事業者と販売店との間の相対の特約であるため、事業者が「縛り」プランとして公表する性質のものでもなく、また一定のものでもない。
- 新ウィルコム定額プラン（2009年12月現在）

新定額プラン基本使用料2762円　定額プラン割引額-666円　ユニバーサルサービス料8円　合計請求額2104円

### 社会問題化
2年以上の長期契約が前提となっている、NTTドコモの『ひとりでも割50』や、auの『誰でも割』などの割引プランについて、「2年未満で解約したり、2年を超える期間であっても、更新月以外に解約した場合に10,260円（税別9,500円）以上の解約金を支払う必要が生じることについて消費者契約法に違反する」として、適格消費者団体・『京都消費者契約ネットワーク』が、NTTドコモとKDDIに対し、解約金を巡る全国初の消費者団体訴訟を京都地方裁判所に起こしたものの、KDDIに対しては一部勝訴したが、NTTドコモには敗訴した。
2014年、この問題を受けた総務省は、2年契約満了時にはいつでも無料で解約できるよう、各社に要請する方針を明かした。2015年に総務省が大手3大キャリアに対し、2年縛りを撤廃しなおかつ利用者へ2年縛りの期間が満了する通知を出すよう命令したが、各社ともすんなりとは廃止せず、妥協的提案を打ち出した。
これを受けてまずNTTドコモが契約満了月の解約料無料期間の猶予を1か月から2か月に延長することを決め、2年縛り終了後に縛りのない料金プランを選択できる発表した。2年縛りコースを継続した場合の違約金は、従来通り減額はされない代わりに、24ヶ月ごとにdポイントを付与するコースとなった。
対して、au・ソフトバンクは月330円（税別300円）の上乗せと引き換えに、3年目以降の解約違約金が不要となるプランを発表した。このプランは過去2年以上の利用分や実績を一切考慮しておらず、新規で2年以上契約するよう変更する必要がある。このプランで契約した場合、最低32か月以上契約し続けることで「違約金に相当する差額10,560円（税別9,600円）」を分割で支払うことになるが、33ヶ月目に入っても差額の上乗せ分が廃止されないまま支払い続けることになり、根本的な解決に至っていなかった。
2018年6月6日、総務省はNTTドコモ・KDDI・ソフトバンクの3社に対し、2019年3月末までに違約金及び25か月目の通信料金のいずれも支払わずに解約することができるよう措置を講ずることを要請した。
2019年10月1日に電気通信事業法が改正され、割引上限を月額で170円までとすること、中途解約に伴う解除料金上限を1000円とすることが法律によって定められた。
NTTドコモは2021年10月以降、ソフトバンクは2022年2月1日（一部法人向け除く）、auは2022年3月31日をもって2年縛りを廃止した。

## 電話機の縛り
電話機の販売店は、事業者などから一定期間以上の利用契約があった場合に支払われるインセンティブ（販売奨励金、携帯電話などの利用料金からのバックマージン）を受け取る。販売店にとってはそれを前提にした電話機購入費用の値引きであるため、（その一定期間となるよりも以前の）中途解約に対して、販売店からの違約金を請求する場合があり、利用客としては一定期間（最低2年以上～）縛られることとなる。
なお、事業者とのサービス利用契約について、当該事業者等が中途解約を制限するのは、総務省の通達により禁止されている（ただし、次の「割引サービスの縛り」などでの「縛り」は禁止されていない）。このため、本件のような縛りも違法で無効であるといえるが、インセンティブという制度をもっともらしくいう販売店の一方的な言い分による、販売店の圧倒的な優位性を示す電話機購入者がこうむる恒常的な不利益の状態そのものであるとの意見もある。
なお、同一事業者のサービス利用を継続したまま、新たな電話機を購入してその電話機でそのサービス利用継続をするいわゆる「機種変更（機種変）」についてもインセンティブが関係してくることがある。事業者等にもよるが、機種変更時には即時にインセンティブが支払われ、販売店からの縛りはないことも多い。ただし、新規契約や直前の機種変更から一定期間以上の利用契約（各事業者とも1年であることが多い）がないと、機種変更に対するインセンティブが事業者から支払われない（あるいは減額される）ため、そのような利用期間が経過しないと、機種変更時の電話機購入価格が、ユーザからみて割高になる。
なお2007年以降、一定期間以内に解約や機種変更を行うと、最低10,260円（税別9,500円）以上の違約金（契約解除料）や機種代金の残額を払うことになる制度も開始されている。この場合、利用者は新規契約もしくは機種変更から一定期間が経過するか、端末の分割金を払い終わるまで、縛られることとなる。

## その他
MVNOや光コラボなど関連する業種でも同様の例が見られる。